# Kim Jung Gi
Dans ce nom coréen, le nom de famille, Kim, précède le nom personnel.
Pour les articles homonymes, voir Kim.
Kim Jung Gi (en coréen : 김정기, hanja : 金政基), né le 7 février 1975 à Goyang, (dans la province de Gyeonggi, banlieue de Séoul) et mort le 3 octobre 2022 à Villepinte, est un illustrateur et dessinateur de bande dessinée (notamment coréenne, manhwa) et artiste sud-coréen.

## Biographie
Kim Jung Gi entre à 19 ans à l'école des beaux-arts de Busan pour sortir avec un master d'art et de design. Il poursuit ses études au collège d’art et design de l’université Dong-eui (ko) (동의대학교), à Busan, afin de suivre un enseignement plus technique.
Sa première publication est Funny Funny, parue chez Young Jump, revue de bande dessinées japonaise. Il enseigne par la suite dans des universités, écoles privées où l'on étudie la manhwa.
De 2008 à 2010, il réalise les dessins de TLT, Tiger the Long Tail, bande dessinée scénarisée par Seung-Jin Park.
Il dessine une frise sur des feuilles de papiers qu'il colle sur son stand au festival de Busan en 2011 et le publie sur Youtube, ce qui lui vaut de nombreuses vues. Il improvise généralement ses frises au fur et à mesure.
Kim Jung Gi réalise aussi des SketchBooks depuis le début de sa carrière , dans lesquels il dessine des objets, créatures, êtres imaginaires, sans réel fil conducteur, laissant parler son imagination. Il dit lui-même concernant sa façon de dessiner générale : « Devant la feuille blanche, je ne sais pas ce que je vais dessiner [...] Je me laisse guider par l'instinct ». Il a a effectué son service militaire au Commandement des opérations spéciales de l'armée dans la 11e brigade aéroportée des forces spéciales, comme sous-officier des opérations spéciales. Il dit y avoir fait de nombreuses observations qu'il a réutilisé ensuite dans ses dessins. 
Il a travaillé pour SuperAni et enseigné à l'AniChanga Art School, à Séoul, école qu'il a cofondée avec Hyun-Jin Kim.
Il a également collaboré avec divers comics américains (Flash, Civil War II…) ou européens (Kiliwatch, Caurette Editions).

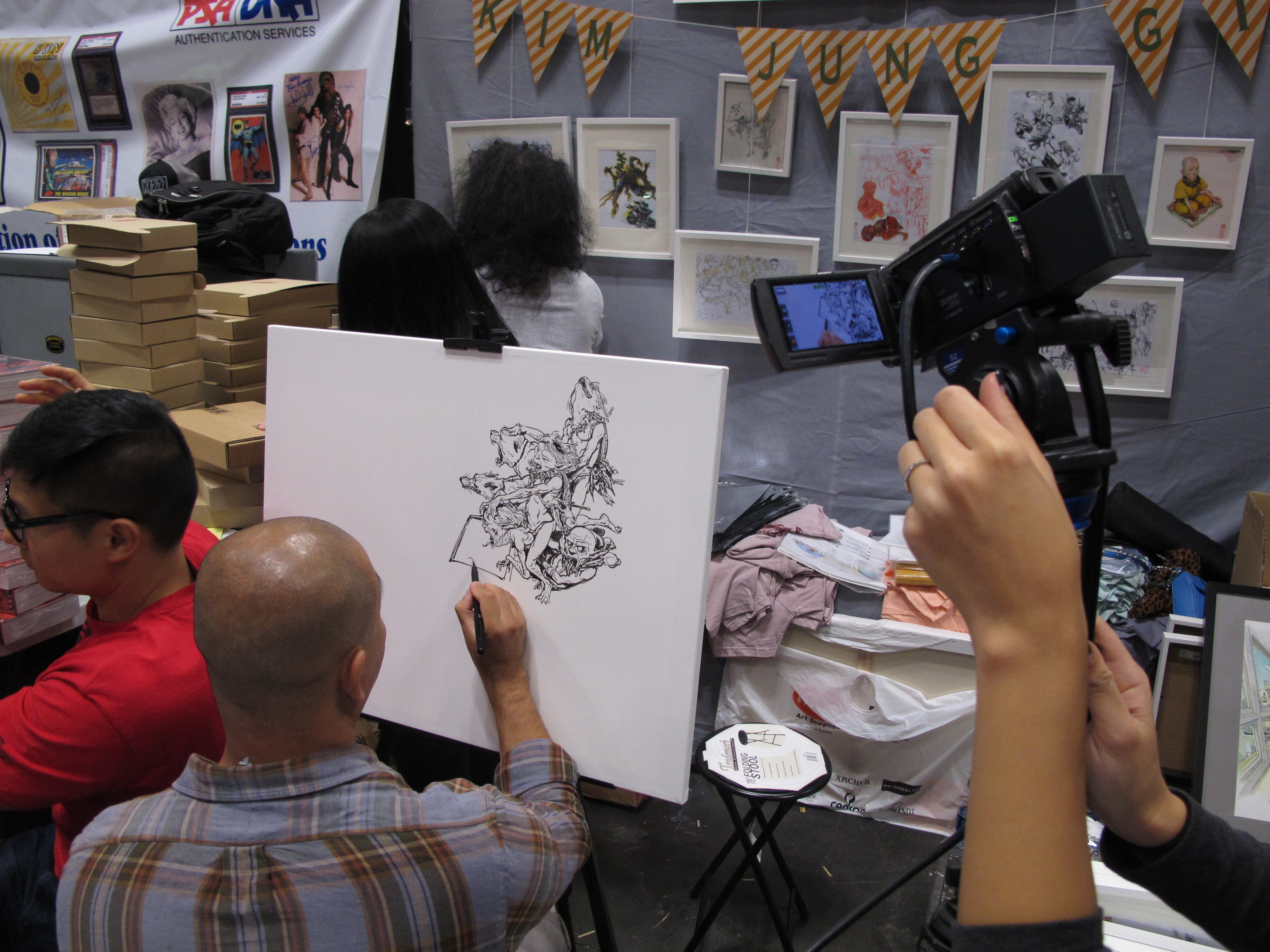
Kim Jung Gi de dos en 2014.

Kim Jung Gi est mentionné dans le Guinness World Records, dans la catégorie « Longest drawing by an individual ». Il est en effet connu pour dessiner sur des surfaces réduites comme des surfaces très grandes, directement sur papier, sans traits de construction, d'esquisse ni préparation, très rapidement, tout en respectant les proportions adaptées dans ses œuvres. Kim réalise de nombreux Drawing Shows à travers le monde, dès 2014, après avoir réalisé une de ces performances au Festival international de la bande dessinée d'Angoulême.
Kim Jung Gi travaille avec l’auteur français de bande dessinée Jean-David Morvan  en 2014 sur la série SpyGames, ainsi qu'en 2016, en réalisant les dessins de l’album McCurry, NY 11 septembre 2001, paru chez Dupuis.
En 2019, il fait des illustrations pour les 10 ans de League of Legends
En 2022, après une tournée en Europe, de l'aéroport de Paris-Charles-de-Gaulle il est amené d'urgence à l'hôpital à la suite d'une violente douleur à la poitrine. Il meurt le 3 octobre après une opération d'un infarctus du myocarde.

## Technique
Kim Jung Gi travaille avec différents types de pinceaux, feutres-pinceaux, feutres et stylo-billes, dont certains coréens, comme Shinhan et Monami, le feutre fin Pigma Micron de Sakura et les feutres-pinceaux Fude pen de Pentel, qui est aussi son sponsor. L'avantage des feutres-pinceaux est la possibilité de faire des traits très fins et très épais, comme un pinceau. Kim Jung Gi utilise aussi le stylo bille de Bic (en anglais, Bic Ball Pen) et le stylo bille coréen no 153 de Monami (dont le nom vient du français Mon ami), plus rarement des Montblanc, bien qu'on lui en ait offert, notamment en raison de leur prix élevé. Un des avantages des billes est de pouvoir faire des traits de différentes densités, comme avec un crayon. Dans tous les cas, Kim Jung Gi ne tient pas son stylo par le bout proche de la pointe, mais plus vers le milieu, permettant ainsi d'être plus décontracté, avoir un tracé plus fluide et éviter des problèmes de santé dans les mains. Il dit aussi qu'il est parfois mieux de dessiner en faisant autre chose, afin de le faire avec décontraction et se laisser aller, en séparant les activités des deux hémisphères du cerveau.

## Œuvres
- Premier SketchBook, 2007
- Tiger the Long Tail (6 volumes), CNC révolution, entre 2008 et 2010
- Paradis, 2010 (illustration d'une nouvelle de Bernard Werber)
- Second SketchBook, 2011
- Troisième SketchBook, 2013
- Troisième Humanité, 2013 (illustration d'une nouvelle de Bernard Werber)
- SpyGames, 2014, Glénat
- Quatrième SketchBook, 2015
- Cinquième SketchBook, 2016
- McCurry, NYC, 9/11, 2016, Éditions Dupuis
- SketchBook, avec Katsuya Terada, 2017
- Sketch Collection 2018. SuperAni. 2018.
- Sketch Collection 2022. SuperAni. 2022.

## Vidéographie
- (en) Stan Prokopenko, « Kim Jung Gi – How to Become a Master (Comment devenir un maître) », sur Proko, 10 décembre 2018 — Série de cours sur les méthodes pour dessiner à sa façon.
- Master of Art, « No Sketches, No Drafts! He Draws Masterpieces Directly from Imagination! », 26 septembre 2024 (consulté le 31 décembre 2024)
- Proko, « How to Draw like Kim Jung Gi (Comment dessiner comme Kim Jung Gi) », 16 décembre 2019 (consulté le 31 décembre 2024)
- Super Ani, « 김정기 Kim Jung gi Drawing show in 포항 (Démonstration de dessin par Kim Jung gi, 포항 ) »,‎ 11 septembre 2013 (consulté le 31 décembre 2024)
- Mike Bop, « Faces & Cars in Different Angles Art Lesson Comment dessiner des visages et véhicules, sous différents angles (par Kim Jung Gi) », 27 juin 2020 (consulté le 31 décembre 2024)
- Mike Bop, « Perspective & Fixed Proportions Art Lesson (Leçon sur la perspective et le respect des proportions par Kim Jung Gi) », 18 juin 2020 (consulté le 31 décembre 2024)
- Soul Sonica, « Kim Jung Gi Teaches Memory Drawing, Recalling 30-60%, Visual Library & Studying Different Angles (Kim Jung Gi enseigne le dessin de mémoire : Au lieu de tenter de tout parfaitement mémoriser, il conseille de se concentrer sur les éléments clés d'une scène ou du sujet, soit environ 30 à 60% du total ; et d'utiliser sa bibliothèque visuelle mentale, issue des observations visuelles faites par l'artiste ; les éléments sont reconstitués de mémoire. Il accorde une grande attention à la cohérence des angles et à la perspective, et recommande de bien comprendre comment les objets et les sujets changent d'apparence selon l'angle de vue », 20 septembre 2021 (consulté le 31 décembre 2024)

## Hommage
- Un graffiti virtuel nommée "Le jardin de l'imaginaire" a été inauguré dans le jeu Dying Light 2: Stay Human en hommage à l'artiste. Il est représenté dans un jardin avec Kim Jung Gi, assis sur un banc, au centre de la fresque.
- Une hommage appuyé lui est rendu par Takashi Miike dans la série tirée du jeux  animée Onimusha parue en 2023 sur Netflix.